# Dnopherula nigrilinearis
Dnopherula nigrilinearis är en insektsart som först beskrevs av Zheng, Z. och Ziyou Zhang 1993.  Dnopherula nigrilinearis ingår i släktet Dnopherula och familjen gräshoppor. Inga underarter finns listade i Catalogue of Life.